# Jüdischer Friedhof (Neustrelitz)

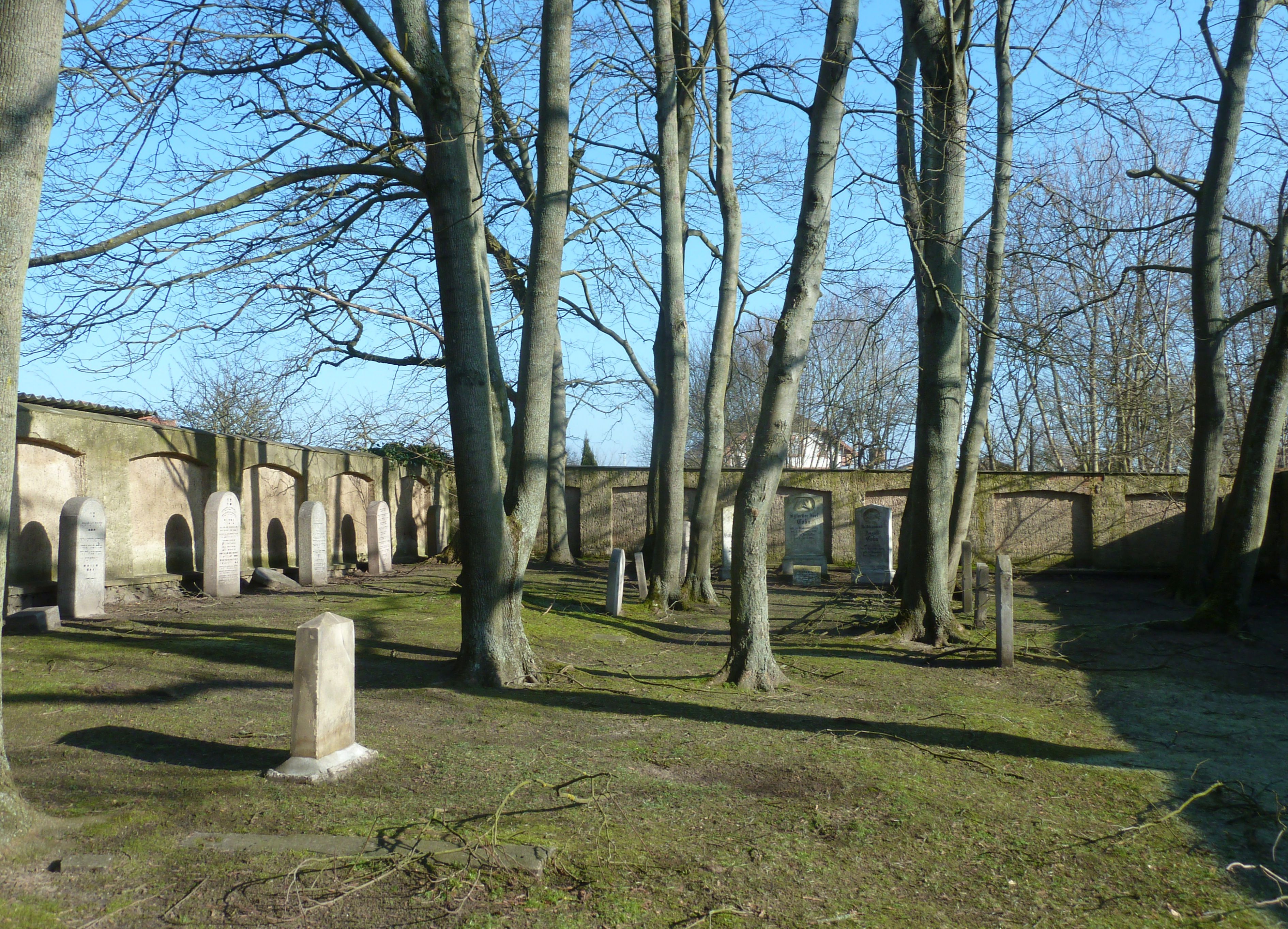
Jüdischer Friedhof Neustrelitz (2015)

Der Jüdische Friedhof Neustrelitz in der Stadt Neustrelitz im Landkreis Mecklenburgische Seenplatte in Mecklenburg-Vorpommern ist als Kulturdenkmal ausgewiesen.

## Beschreibung

Jüdischer Friedhof Neustrelitz 1880 – halbrechts Mitte – Signatur Begr.Pl.

Der (neuere) Friedhof Neustrelitz liegt beim Hauptbahnhof Neustrelitz am Schwarzen Weg. Die ca. 460 m² große rechteckige Friedhofsanlage wird durch eine 3 m hohe Ziegelsteinmauer eingefasst. Den Eingang bildet ein einfacher Torbogen mit einem schlichten zweiflügligen Eisentor. Auf dem Friedhof sind keine Wege vorhanden, das gesamte Areal ist mit Gras und Sommerblumen bewachsen. Den Baumbestand bilden hauptsächlich Spitzahorne, dabei handelt es sich zum größten Teil um Wildwuchs. Auf dem Friedhof sind noch 32 Grabsteine erhalten, davon sind 17 Steine umgestürzt und teilweise stark beschädigt. Es sind vier Gräberreihen erkennbar; Grabhügel sind nicht vorhanden.
Jüdische Friedhöfe wurden in den amtlichen Karten als Begräbnisplatz bezeichnet und mit einem L (symbolisch für einen aufrecht stehenden Grabstein) statt einem † signiert. Meistens wurden sie weiter außerhalb der Städte oder Gemeinden angelegt, überwiegend an den Scheunenvierteln oder ähnlichen abgelegenen Orten. In Neustrelitz befindet sich der Friedhof am Bahnhof, aber in der Stadt.

## Geschichte
In Neustrelitz soll es zwei jüdische Friedhöfe gegeben haben. Der vermutlich ältere Friedhof soll südlich des Ortes gewesen sein (Beschreibung 1988: „an der Fernverkehrsstraße B 96, wo sich heute die Tankstelle befindet“). Dieser Friedhof sei – wahrscheinlich in der NS-Zeit – zerstört und eingeebnet worden. Er ist auf dem Messtischblatt (MTB) von 1880 und 1920 nicht verzeichnet. Der neuere Friedhof geht auf das 19. Jahrhundert zurück. In der NS-Zeit ist auch dieser Friedhof verwüstet worden. Nach dem Krieg stellte man die Steine teilweise entlang der Mauer, teilweise im Halbkreis auf. Es sind 24 der 32 Grabsteine gut erhalten. Das Grundstück ist mit einer hohen Ziegelsteinmauer umgeben.
Der 1811 gegründete jüdische Friedhof befindet sich nördlich des Bahnhofes. Die NS-Zeit überstand der Friedhof relativ unbeschadet. Nach dem Krieg wurde der Friedhof jahrzehntelang vernachlässigt. Erst Ende der 1960er Jahre bemühte man sich verstärkt um den Erhalt und die Pflege des Friedhofs. Dennoch wurde der Friedhof im Oktober 1972 von Vertretern der Jüdischen Landesgemeinde in einem verwahrlosten Zustand vorgefunden. Alle Grabsteine lagen in einer Ecke des Friedhofes, das Gelände war ungepflegt, und die Friedhofsmauer war stark beschädigt. Noch im November desselben Jahres wurden die meisten Steine wieder aufgestellt.
Am 9. November 1989 wurde der Friedhof durch Unbekannte geschändet, dabei sind 16 Grabsteine mit NS-Symbolen beschmiert worden. Bei den heute noch erhaltenen 32 Grabsteinen und Fragmenten ist es möglich, dass diese aufgrund der Arbeiten von 1972 größtenteils nicht mehr an ihrem ursprünglichen Standort stehen bzw. sogar einige Steine fehlen. Die gesamte Anlage befindet sich in einem schlechten, aber gepflegten Zustand.